# Heimersheim (Alzey)
Heimersheim ist ein 1972 eingemeindeter Stadtteil der Stadt Alzey.
Heimersheim liegt an einer Hangmulde, an einem Bach und die historische Mauritiuskirche (1479) auf einer Anhöhe. Der Ort mit seinem deutlich ablesbaren mittelalterlichen Dorfcharakter wird von rebenbewachsenen Hängen, dem „Sonnenberg“ eingerahmt. In Heimersheim bestehen heute noch über 30 fränkische Hofanlagen. Zu Heimersheim gehören die beiden Neubaugebiete „Am Weinheimer Berg“ und „Mauritiusstraße“.

## Geographie

### Lage
Heimersheim liegt im rheinhessischen Hügelland am Heimersheimer Bach in der Südwestecke von Rheinhessen, in drei Kilometer Entfernung von der Kreisstadt Alzey, inmitten eines Talkessels,  der von Rebhängen und fruchtbaren Ackerfeldern umsäumt ist.
Durch den Ort fließt der Engbach, dessen Quelle in der Oberwiese, einer Anhöhe rechts der Straße Heimersheim-Weinheim liegt. Dieses kleine Gewässer nimmt dann seinen Weg in Richtung Albig, fließt südlich an Biebelnheim vorbei und mündet oberhalb von Bechtolsheim in die Selz, die bei Ingelheim in den Rhein mündet.

### Nachbarorte
- Albig
- Weinheim
- Erbes-Büdesheim
- Lonsheim

## Geschichte

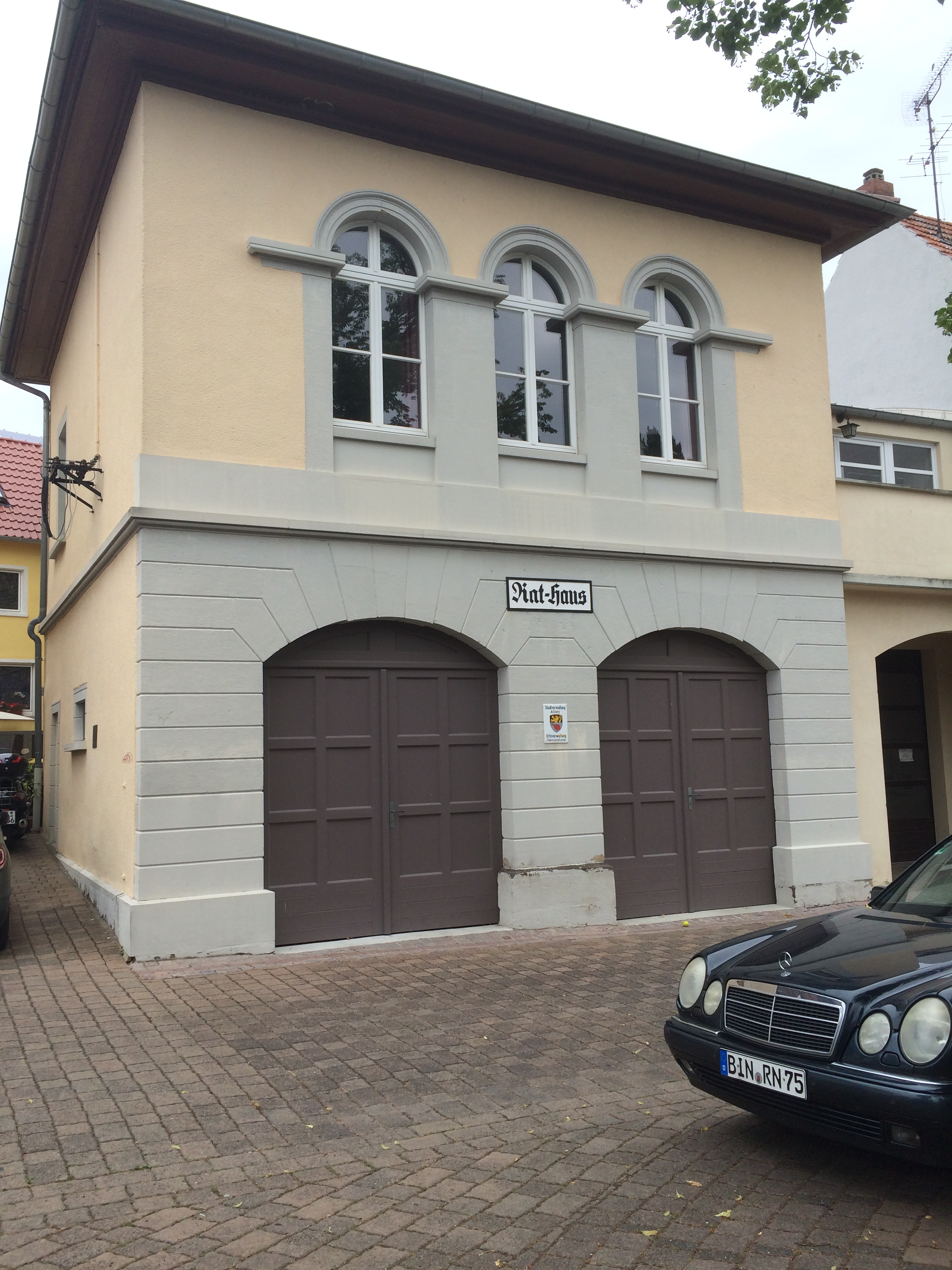
Rathaus Heimersheim

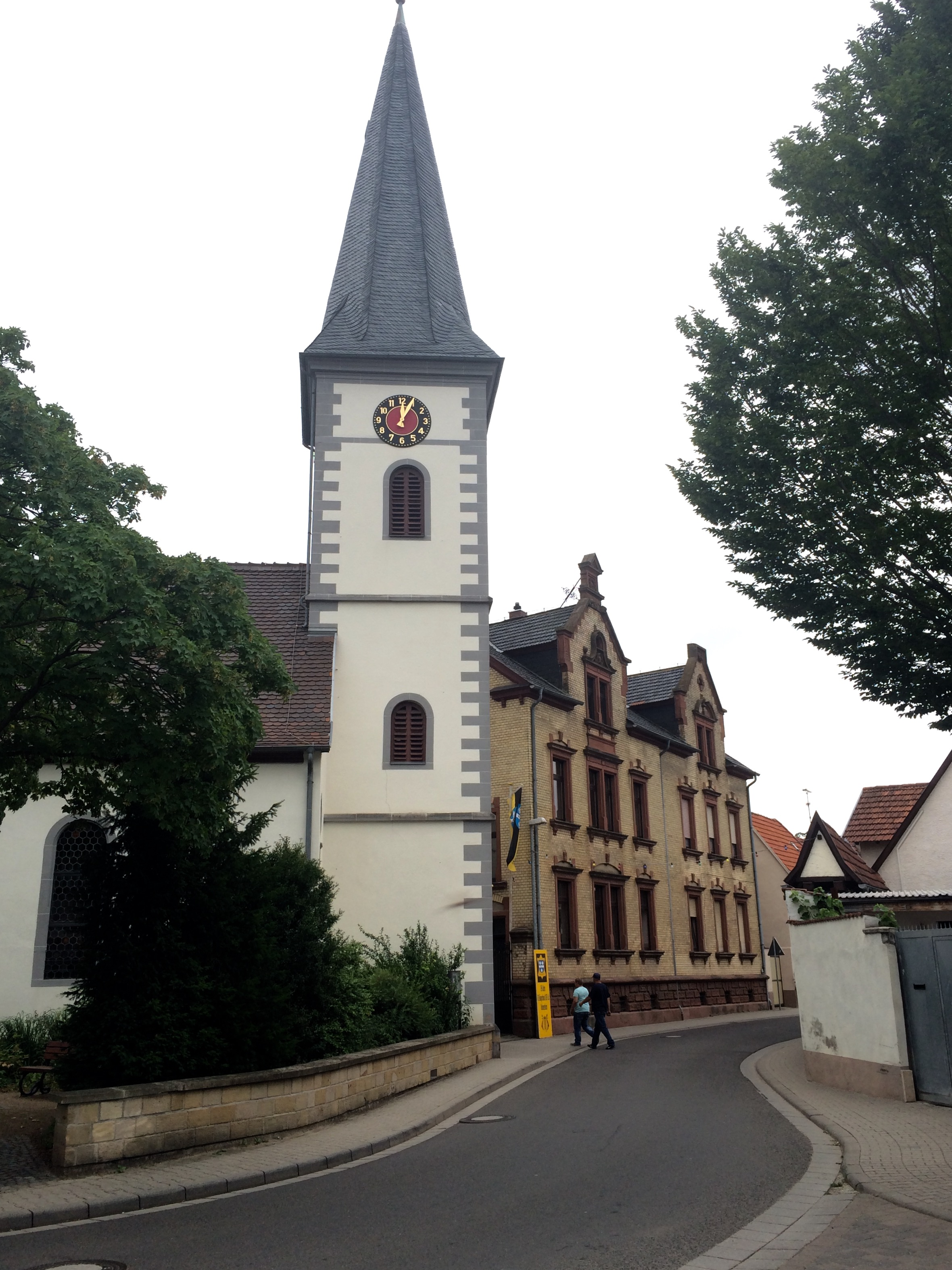
Evangelische Kirche Heimersheim

Die älteste erhaltene Erwähnung von Heimersheim stammt von 771, als es anlässlich einer Schenkung an das Kloster Lorsch genannt wird. Am Ende des Alten Reichs gehörte Heimersheim zur Kurpfalz und war dort dem Oberamt Alzey zugeordnet.
Nach der Einnahme des linken Rheinufers durch französische Revolutionstruppen wurde die Region 1793 von Frankreich annektiert.
Verzögert durch die Koalitionskriege wurde die Annexion erst nach 1797 konsolidiert und Heimersheim gehörte von 1798 bis 1814 zum Kanton Alzey im Departement Donnersberg. Gerichtlich war im Bereich des Kantons für die Zivilgerichtsbarkeit das Friedensgericht Alzey zuständig, für die Angelegenheiten der freiwilligen Gerichtsbarkeit im übrigen Notariate.
Aufgrund von 1815 auf dem Wiener Kongress getroffenen Vereinbarungen und eines 1816 zwischen dem Großherzogtum Hessen, Österreich und Preußen geschlossenen Staatsvertrags kam Rheinhessen, und damit auch die Gemeinde Heimersheim, zum Großherzogtum Hessen, das das neu erworbene Gebiet als Provinz Rheinhessen organisierte. Nach der Auflösung der Kantone in der Provinz kam der Ort 1835 zum neu errichteten Kreis Alzey, zu dem er bis 1969 gehörte.
Das Friedensgericht Alzey wurde 1879 aufgelöst und durch das Amtsgericht Alzey ersetzt.
Nach dem Zweiten Weltkrieg gehörte die Gemeinde zur französischen Besatzungszone und wurde 1946 Teil des neu gebildeten Landes Rheinland-Pfalz. Zum 22. April 1972 wurde die Gemeinde Heimersheim in die Kreisstadt Alzey eingegliedert.

## Politik

### Ortsbeirat
Heimersheim ist  als Ortsbezirk ausgewiesen und besitzt deswegen einen Ortsbeirat und einen Ortsvorsteher.
Der Ortsbeirat besteht aus elf Ortsbeiratsmitgliedern. Bei der Kommunalwahl am 9. Juni 2024 wurden die Beiratsmitglieder in einer personalisierten Verhältniswahl gewählt. Die Sitzverteilung im Ortsbeirat:
| Wahl | SPD | CDU | FWG | Gesamt   |
| ---- | --- | --- | --- | -------- |
| 2024 | 5   | –   | 6   | 11 Sitze |
| 2019 | 4   | 2   | 5   | 11 Sitze |
| 2014 | 4   | 1   | 6   | 11 Sitze |
| 2009 | 3   | 2   | 6   | 11 Sitze |

- FWG = Freie Wählergruppe Alzey e. V.

### Ortsvorsteher
Als Ortsvorsteher folgte Olaf Wilhelm (SPD) 2019 dem langjährigen Amtsinhaber Hans-Friedrich Helbig (FWG). Wilhelm setzte sich bei der Stichwahl am 16. Juni 2019 mit einem Stimmenanteil von 53,1 % gegen den bisherigen Amtsinhaber durch. Bei der Direktwahl am 9. Juni 2024 wurde er als einziger Bewerber mit 72,8 % für weitere fünf Jahre in seinem Amt bestätigt.

### Wappen
Das Wappen ist nicht amtlich verliehen. Es zeigt das aus dem Jahr 1655 überlieferte Siegel des Gerichts in Heimersheim.
Die Bedeutung des Wappens ist noch heute nicht völlig geklärt, da es Beschreibungen aus der Entstehungszeit nicht gibt. Nach neuester Ansicht zeigt das Wappen neben dem Balken mit den Buchstaben HEY drei gebuckelte römische Schilde, die auf die drei römischen Legionäre und Märtyrer Mauritius, Kanditus und Exsuperius hinweisen, die gleichzeitig die Patrone der katholischen Pfarrkirche sind. Dieses Motiv verbinde sich im Wappen mit dem Hinweis auf den Ortsnamen.

## Kultur und Sehenswürdigkeiten
Die romanische Mauritiuskirche von 1479 wurde mit Unterstützung der Deutschen Stiftung Denkmalschutz in den Jahren 2006 bis 2007 gesichert: Der Kirchturm war aus dem Lot geraten und drohte einzustürzen, die Wand des südlichen Seitenschiffs hatte sich gelöst und um 40 Zentimeter geneigt.
Etwa 800 Meter südlich des Ortes steht das „Wingertshaisje“, ein 1993 im Zuge der Weinbergsflurbereinigung errichteter 7 Meter hoher Weinbergs- und Aussichtsturm.
Siehe auch: Liste der Kulturdenkmäler in Heimersheim (Alzey)

## Verkehr
Der Stadtteil gehört dem Verkehrsverbund Rhein-Neckar (VRN) an. Für Verbindungen aus dem und in das Gebiet des Rhein-Nahe-Nahverkehrsverbunds (RNN) kann auch dieser Tarif bis Alzey angewendet werden.